# Capela dos Pestanas
A Capela dos Pestanas ou Capela do Divino Coração de Jesus é uma capela privada, de estilo neogótico, localizada na União das Freguesias de Cedofeita, Santo Ildefonso, Sé, Miragaia, São Nicolau e Vitória, na cidade do Porto.

## História e arquitetura
A capela foi mandada construir por José Joaquim Guimarães Pestana da Silva e faz conjunto com o Palacete Pestana, nas proximidades. A construção iniciou-se no ano de 1878 e prolongou-se até 1890. O projeto de arquitetura, em estilo neogótico, é da autoria de José de Macedo Araújo Júnior; as estátuas no exterior, representando São José e São Joaquim foram esculpidas por António Soares dos Reis. O interior do templo foi decorado com vitrais e mobiliário litúrgico, do qual se destaca o altar-mor, proveniente da Casa Wilmotte de Lieja, que recebeu em 1885 a medalha de ouro na Exposição Universal de Antuérpia. A capela encontra-se classificada como Imóvel de Interesse Público desde 1996, principalmente por constituir um exemplar único da arte neogótica em Portugal. Contudo, entrou num ciclo de degradação e relativo abandono e já foi alvo de furtos e pilhagens.

## Galeria

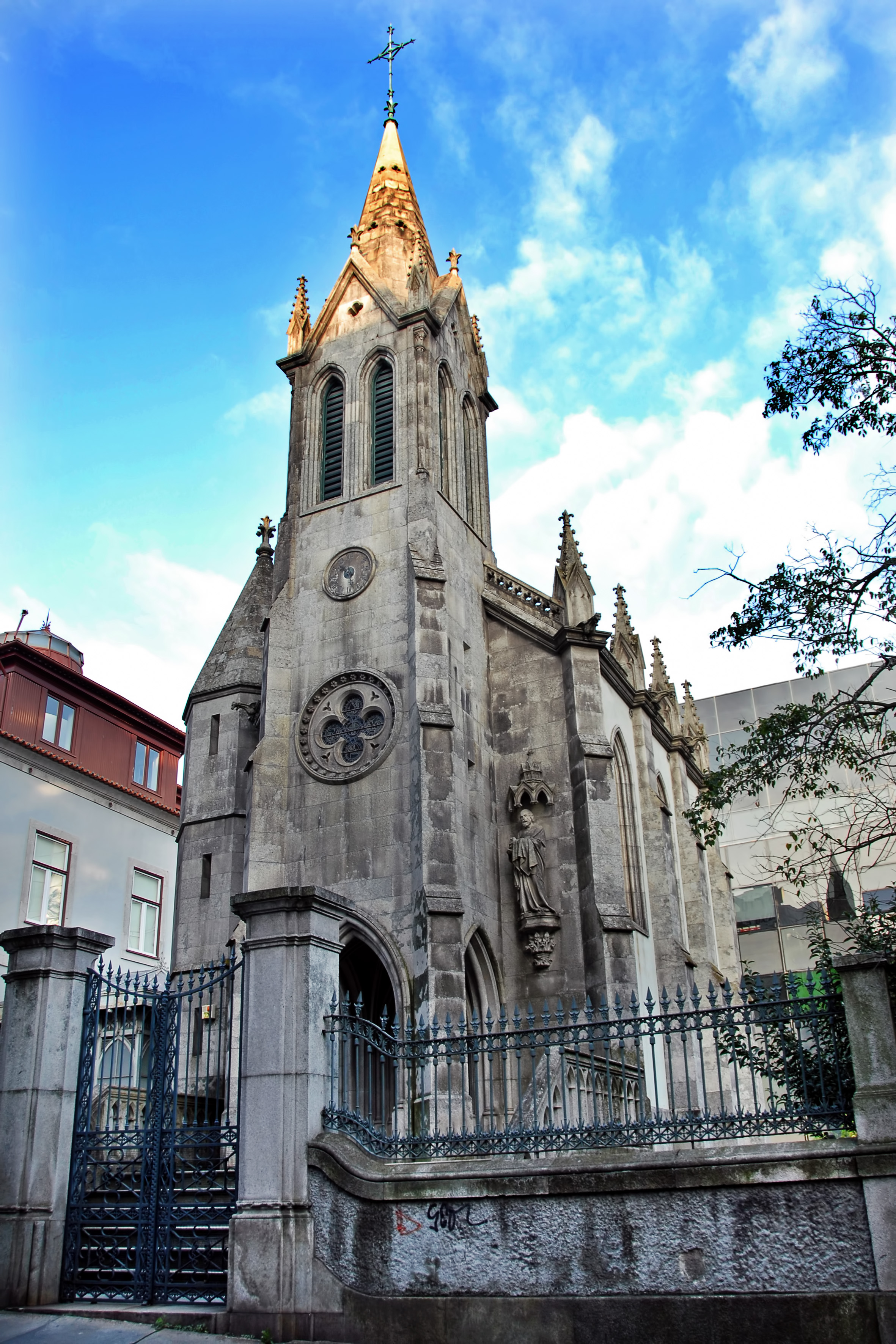
Fachada.
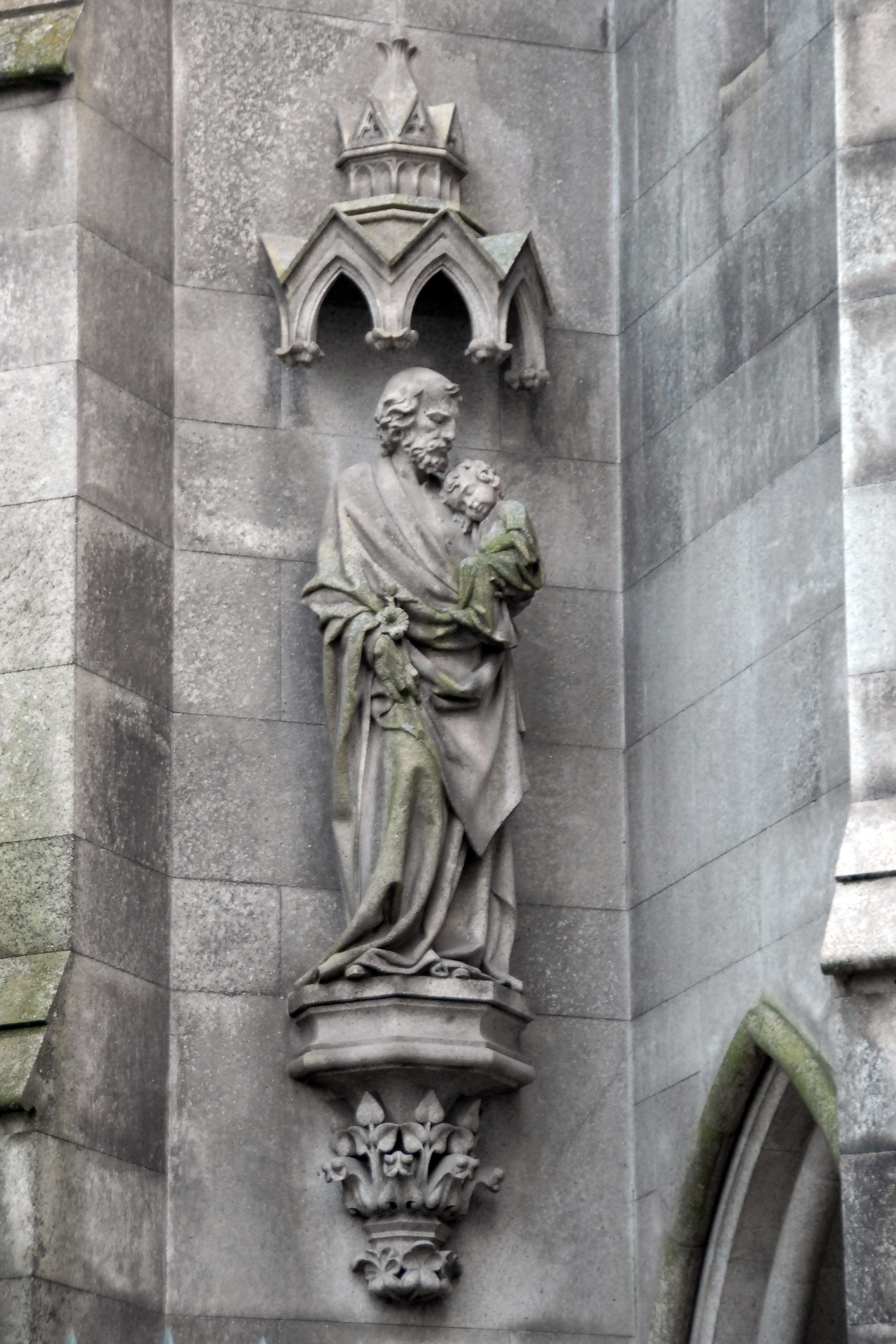
São José (1880) de António Soares dos Reis.
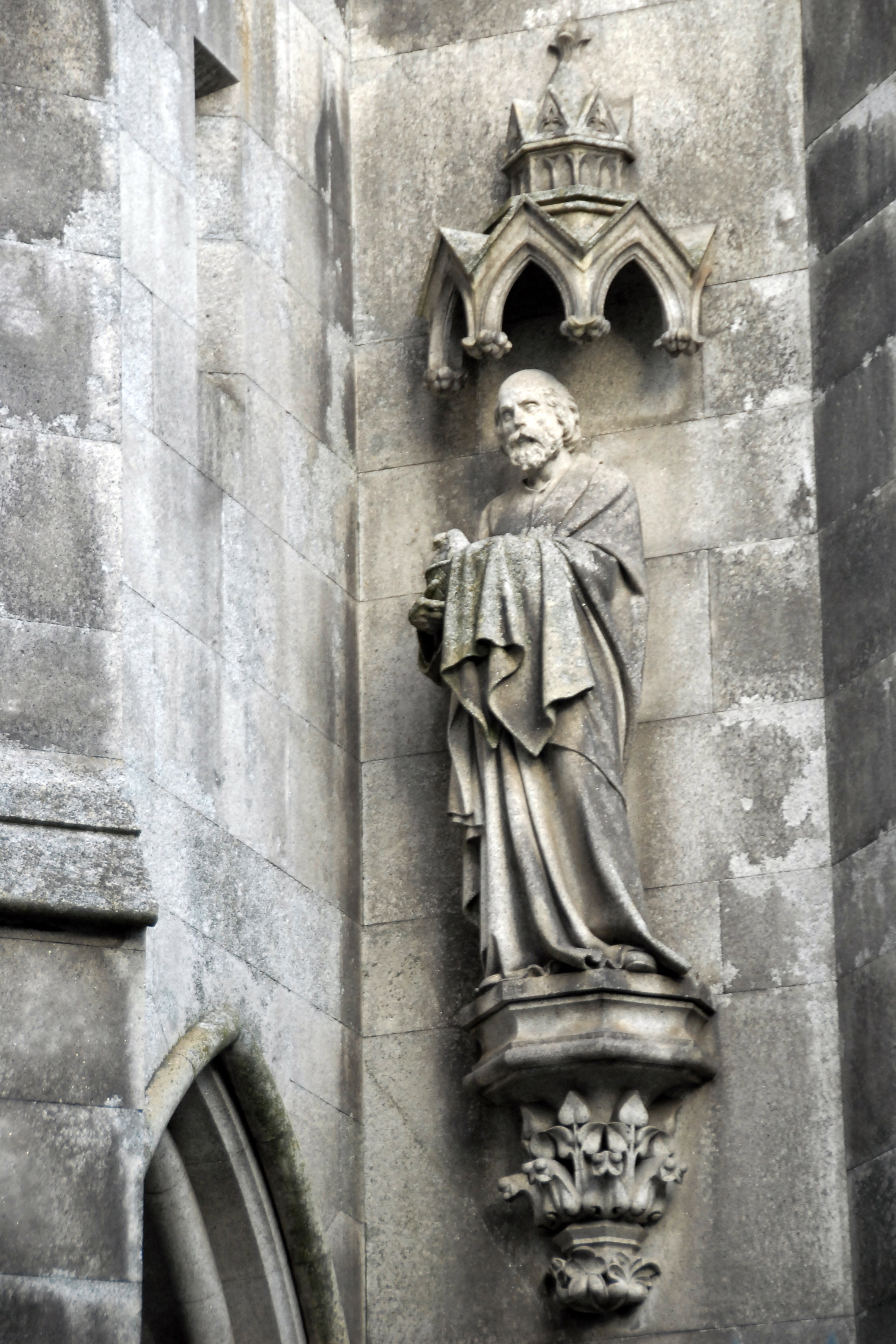
São Joaquim (1880) de António Soares dos Reis.